# Chalybion
Chalybion es un género de avispas de la familia Sphecidae con 46 especies. Sus especies anidan en una variedad de cavidades naturales o artificiales, como huecos en la madera, paredes, tallos de plantas, etc. También usan los nidos abandonados de otra avispas como Trypoxylon y Sceliphron.

## Especies
En orden alfabético
- Chalybion accline (Kohl, 1918)
- Chalybion ammophiloides Hensen, 1988
- Chalybion bengalense (Dahlbom, 1845) (Hawái, Mauritius, Mozambique, Seychelles, Socotra, sud África; introducido en Italia[5])
- Chalybion bocandei (Spinola, 1851)
- Chalybion bocandei bocandei Hensen, 1988 (Ghana, Guinea, Liberia, Sierra Leone)
  - Chalybion bocandei aeronitens Hensen, 1988 (Central African Republic, Democratic Republic of Congo)
- Chalybion bonneti Leclercq, 1966 (Madagascar)
- Chalybion californicum (de Saussure, 1867) (América del norte)
- Chalybion clypeatum (Fairmaire, 1858) (Angola, Cameroon, Ethiopia, Gabón, Mozambique, Tanzania, Democratic Republic of Congo) 
  - Chalybion clypeatum lusingi (Leclercq, 1955) (Democratic Republic of Congo)
  - Chalybion clypeatum kiloensis (Leclercq, 1955) (Democratic Republic of Congo)
- Chalybion dolichothorax (Kohl, 1918)
- Chalybion fabricator (F. Smith, 1860)
- Chalybion femoratum (Fabricius, 1781)[6]
- Chalybion flebile (Lepeletier de Saint Fargeau, 1845)
- Chalybion frontale (Kohl, 1906)
- Chalybion fuscum (Lepeletier, 1845) (Madagascar, Sri Lanka)
- Chalybion gracile Hensen, 1988
- Chalybion gredleri (Kohl, 1918) (Democratic Republic of Congo)
- Chalybion heinii (Kohl, 1906)
- Chalybion incisum Hensen, 1988
- Chalybion japonicum (Gribodo, 1880) (China, Japan, Ryukyu Islands, South Korea, Tanzania, Tailandia)
- Chalybion kenyae Hensen, 1988 (Kenia)
- Clalybion klapperichi (Balthasar, 1957)
- Chalybion laevigatum (Kohl, 1888) (Botswana, Ethiopia, Mozambique, Namibia, sud África, Tanzania, Zanzíbar)
- Chalybion madecassum (Gribodo, 1883) (Madagascar, islas Seychelles )
- Chalybion lividum Hensen, 1988
- Chalybion magnum Hensen, 1988
- Chalybion malignum (Kohl, 1906)
- Chalybion minos (de Beaumont, 1965)
- Chalybion mochii Hensen, 1988 (Kenia)
- Chalybion omissum (Kohl, 1889)
- Chalybion parvulum Hensen, 1988 (Kenia)
- Chalybion petroleum Hensen, 1988
- Chalybion planatum (Arnold, 1951) (Ethiopia)
- Chalybion polyphemus Hensen, 1988
- Chalybion ruficorne Hensen, 1988 (Central African Republic)
- Chalybion schulthessirechbergi (Kohl, 1918) (Democratic Republic of Congo)
- Chalybion sommereni (R.Turner, 1920) (Angola, Kenia, Tanzania, Democratic Republic of Congo)
- Chalybion spinolae (Lepeletier de Saint Fargeau, 1845)
  - Chalybion spinolae spinolae (Lepeletier, 1845) (Ethiopia, sud África, Tanzania, Democratic Republic of Congo)
  - Chalybion spinolae rufopictum Magretti, 1884 (Eritrea, Ethiopia, Mali)
  - Chalybion spinolae saussurei (Kohl, 1918) (South Africa)
- Chalybion sumatranum (Kohl, 1884)
- Chalybion tibiale (Fabricius, 1781) (South Africa)
- Chalybion triangulum Hensen, 1988 (Central African Republic, Gambia, Togo)
- Chalybion tomentosum Hensen, 1988
- Chalybion turanicum (Gussakovskij, 1935)
- Chalybion vechti Hensen, 1988
- Chalybion walteri (Kohl, 1889)
- Chalybion yangi Li, 1995
- Chalybion zimmermanni Dahlbom, 1843 (América)